# Nörder-Bergtjärnen
Nörder-Bergtjärnen är en sjö i Åre kommun i Jämtland och ingår i Indalsälvens huvudavrinningsområde. Sjön har en area på 1,47 kvadratkilometer och ligger 528,1 meter över havet. Sjön avvattnas av vattendraget Segerån.

## Delavrinningsområde
Nörder-Bergtjärnen ingår i det delavrinningsområde (706475-134317) som SMHI kallar för Utloppet av Nörder-Bergtjärnen. Medelhöjden är 547 meter över havet och ytan är 4,47 kvadratkilometer. Det finns inga avrinningsområden uppströms utan avrinningsområdet är högsta punkten. Segerån som avvattnar avrinningsområdet har biflödesordning 3, vilket innebär att vattnet flödar genom totalt 3 vattendrag innan det når havet efter 355 kilometer. Avrinningsområdet består mestadels av skog (56 procent). Avrinningsområdet har 1,47 kvadratkilometer vattenytor vilket ger det en sjöprocent på 33 procent.